# Trafiksäkerhetsverket
För den svenska myndighet som existerade 1968–1992, se Trafiksäkerhetsverket (Sverige), för den svenska myndighet som har motsvarande uppdrag idag, se Trafikverket.
Trafiksäkerhetsverket (finska Liikenteen turvallisuusvirasto), mer känt som Trafi, var en finländsk statlig myndighet som ansvarade för säkerheten i luftfart, sjöfart, järnvägstrafik och vägtrafik. Den bildades 1 januari 2010 och övertog då Fordonsförvaltningscentralens, Järnvägsverkets och Luftfartsförvaltningens uppgifter, samt delar av Sjöfartsverkets och Vägförvaltningens verksamhet.
Verket uppgick 2019 i Transport- och kommunikationsverket.